# Psidium canum
Psidium canum är en myrtenväxtart som beskrevs av Joáo Rodrigues de Mattos. Psidium canum ingår i släktet Psidium och familjen myrtenväxter. Inga underarter finns listade i Catalogue of Life.